# 라이언 루이스
라이언 루이스 (Ryan Lewis, 1988년 3월 26일 ~ )는 미국의 프로듀서이다. 그는 맥클모어와 프로젝트 그룹 맥클모어 앤 라이언 루이스로 활동하고 있는데, 앨범 The VS. EP (2009), The Heist (2012), 그 외 다수의 노래들을 낸 적이 있다.

## 작품 목록
- 링스